# Deuxième circonscription d'Ambo
La deuxième circonscription d'Ambo est une des 177 circonscriptions législatives de l'État fédéré Oromia, elle se situe dans la Zone Ouest Shoa. Son représentant actuel est Yohannes Meteku Dero.